# OSPAR

Oblast pokrývající působnost OSPAR konvence

OSPAR nebo Konvence pro ochranu mořského životního prostředí v severovýchodním Atlantiku (The Convention for the Protection of the Marine Environment of the North-East Atlantic) je mezinárodní právní nástroj regulující mezinárodní spolupráci v oblasti ochrany životního prostředí severovýchodního Atlantiku.
Vznikla kombinací a aktualizací tzv. Oslo konvence z roku 1972, která se týkala vyhazování odpadu do moře, a Pařížské konvence z roku 1974, které se týkala znečišťování mořských ekosystémů zdroji na pevnině.
Konvence byla otevřena pro v roce 1992 na společném setkání ministrů signatářských zemí obou starších konvencí. Postupně ji signovaly a ratifikovaly Belgie, Dánsko, Finsko, Francie, Německo, Island, Irsko, Nizozemsko, Norsko, Portugalsko, Španělsko, Švédsko, Velká Británie, Lucembursko, Švýcarsko a Evropské společenství (dnešní Evropská unie). OSPAR konvence vstoupila v platnost 25. března 1998 a nahradila obě starší konvence.

## OSPAR a chemická bezpečnost
V roce 1995 státy OSPAR uzavřely politickou dohodu ukončit vypouštění nebezpečných chemických látek do moře během jedné generace, tj. do roku 2020 a v roce 1998 bylo ukončení emisí nebezpečných chemikálií formulováno jako strategický cíl OSPAR. Nejnebezpečnější látky pak byly v roce 2002 zařazeny na jakousi "černou listinu" prioritních chemikálií, které vyžadují akci ze strany zemí OSPAR. Jde například o olovo, rtuť, kadmium, bromované zpomalovače hoření, polychlorované bifenyly, dioxiny, endosulfan nebo některé ftaláty (DEHP, DBP)

## Související stránky
- Londýnská konvence proti znečišťování moří